# Sciara womersleyi
Sciara womersleyi är en tvåvingeart som beskrevs av Seguy 1940. Sciara womersleyi ingår i släktet Sciara och familjen sorgmyggor. Inga underarter finns listade i Catalogue of Life.